# T'Eba Timur
T'Eba Timur is een bestuurslaag in het regentschap Timor Tengah Utara van de provincie Oost-Nusa Tenggara, Indonesië. T'Eba Timur telt 1488 inwoners (volkstelling 2010).